# Малыш, Гавриил Кондратьевич
Малыш Гавриил Кондратьевич (25 марта 1907, Китайгородка, Екатеринославская губерния, Российская империя — 25 октября 1998, Санкт-Петербург, Российская Федерация) — советский художник, живописец, акварелист, член Санкт-Петербургского Союза художников (до 1992 года — Ленинградской организации Союза художников РСФСР).

## Биография
Родился 25 марта 1907 года в селе Китайгородка под Екатеринославом на Украине. В 1934 Малыш окончил Одесский художественный институт. Занимался у А. Гауша и Т. Фраермана. С 1935 жил и работал в Ленинграде. С 1954 участвовал в выставках, экспонируя свои работы вместе с произведениями ведущих мастеров изобразительного искусства Ленинграда. В 1955 был принят в члены Ленинградского Союза советских художников, в период 1952—1957 был исключен «за формализм». Писал пейзажи, натюрморты, жанровые композиции. Работал в технике акварели, масляной живописи, пастели. Признанный мастер акварели.
Ведущее место в творчестве художника занимает лирический пейзаж и декоративный натюрморт. Неустанные поиски Гавриила Малыша в области колорита предопределили обращение к декоративной живописи, к обобщённой цветовой гамме, в которой преобладают излюбленные голубовато-синие, сиренево-вишнёвые и фиолетовые тона, придающие мажорное звучание живописи. Написанные почти всегда по памяти, по представлению, работы Гавриила Малыша отличаются эмоциональной приподнятостью, насыщенностью и чистотой цвета. Среди наиболее известных произведений, созданных Малышем, картины и акварельные листы «Поле» (1953), «Хлеб убран» (1954), «Окрестности Нальчика», «Зимний пейзаж» (обе 1955), «Колхозные поля», «Хлеб скошен», «Сельский пейзаж» (все 1957), «Горный пейзаж», «Весенний пейзаж» (обе 1958), «Колхозный пейзаж», «Утро в степи», «Уборка хлеба» (все 1960), «Городской пейзаж», «Сбор урожая», «Сумерки», «Утро», «Дорога в село Михайловское» (все 1961), «Атомный ледокол В. И. Ленин», «Псков», «Октябрь», «Зимний пейзаж», «Южный пейзаж» (все 1964), «Донбасс» (1967), «Огни Донбасса», «Зелёные деревья», «Осенний лес» (все 1968), «Натюрморт. Груши» (1969), «Донбасс», «Терриконы», «На Волге», «Посёлок в Донбассе», «Туман в горах» (все 1970), «Натюрморт с виноградом», «Начало осени» (обе 1972), «Натюрморт с хлебом», «Станица в горах» (обе 1973), «Новороссийский порт», «Новый Донбасс» (обе 1975), «Кувшин и фрукты», «Весна», «Горные минералы и фрукты» (все 1977), «Хлеб с чёрным кувшином» (1978), «Земля», «Сливы на розовой драпировке» (обе 1980), «Зимний лес» (1984), «Натюрморт на розовом» (1995) и другие. Персональные выставки произведений художника были показаны в Ленинграде (1975, 1976, 1977, 1985, 1989), Стокгольме (1991), Санкт-Петербурге (1996, 1997).

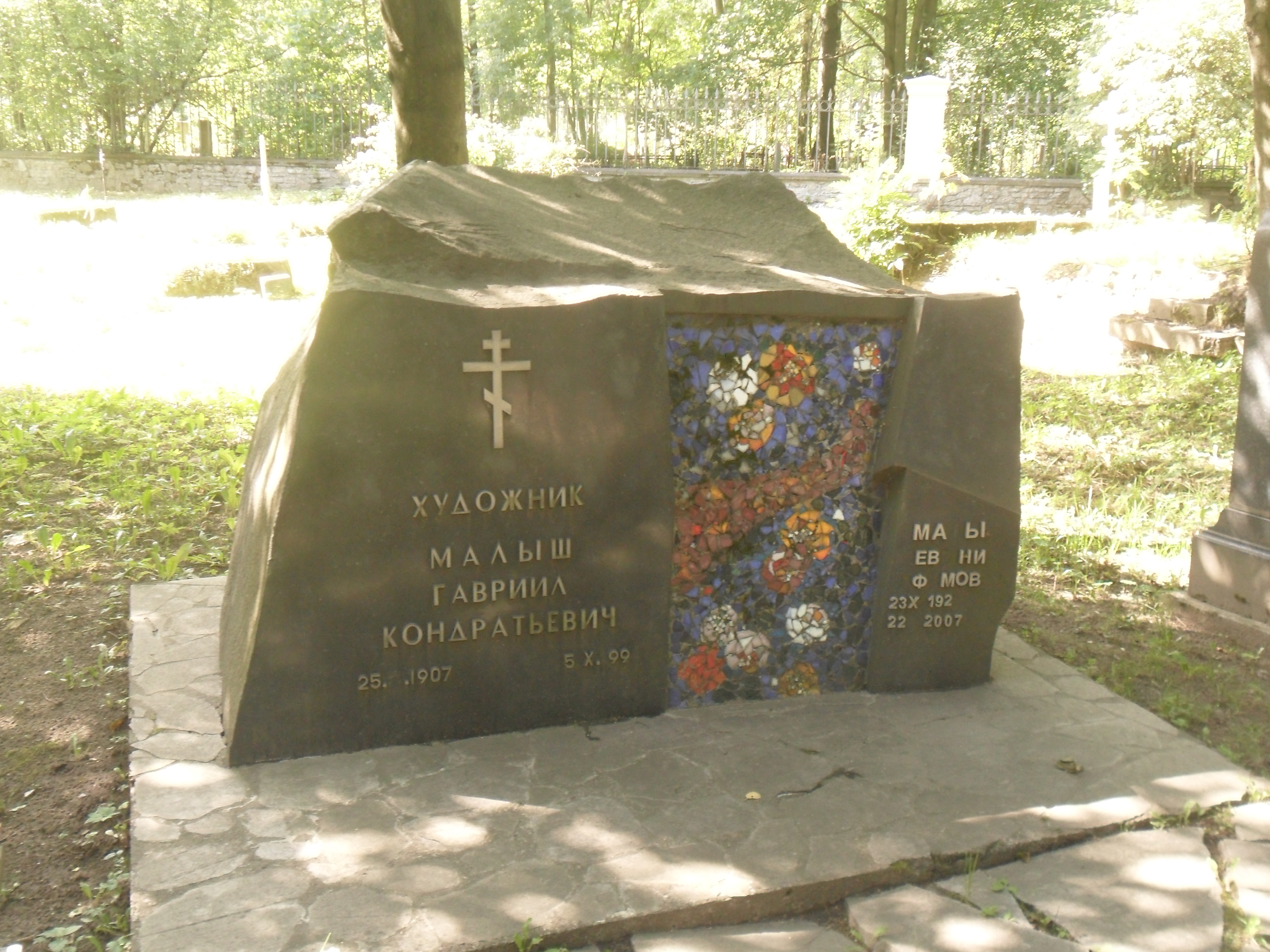
Могила Малыша на Литераторских мостках в Санкт-Петербурге.

Скончался 25 октября 1998 года в Санкт-Петербурге на 92-м году жизни. Похоронен на Литераторских мостках Волковского кладбища.
Произведения Г. К. Малыша находятся в Государственном Русском музее, в музеях и частных собраниях в России, Франции, Финляндии, Швеции, США, Великобритании, Японии, Италии и других странах.

## Выставки
- 1954 год (Ленинград): Весенняя выставка произведений ленинградских художников.
- 1955 год (Ленинград): "Весенняя выставка произведений ленинградских художников".
- 1956 год (Ленинград): Осенняя выставка произведений ленинградских художников.
- 1957 год (Ленинград): 1917 - 1957. Выставка произведений ленинградских художников.
- 1958 год (Ленинград): Осенняя выставка произведений ленинградских художников.
- 1960 год (Ленинград): Выставка произведений ленинградских художников.
- 1960 год (Москва): Советская Россия. Республиканская художественная выставка.
- 1961 год (Ленинград): Выставка произведений ленинградских художников 1961 года.
- 1962 год (Ленинград): Осенняя выставка произведений ленинградских художников.
- 1964 год (Ленинград): Ленинград. Зональная выставка.
- 1965 год (Ленинград): Весенняя выставка произведений ленинградских художников.
- 1968 год (Ленинград): Осенняя выставка произведений ленинградских художников.
- 1971 год (Ленинград): Наш современник. Каталог выставки произведений ленинградских художников 1971 года.
- 1972 год (Ленинград): По Родной стране.  Выставка произведений ленинградских художников.
- 1974 год (Ленинград): Весенняя выставка произведений ленинградских художников.
- 1975 год (Ленинград): Наш современник. Зональная выставка произведений ленинградских художников.
- 1976 год (Москва): Изобразительное искусство Ленинграда.
- 1977 год (Ленинград): Выставка произведений ленинградских художников, посвящённая 60-летию Великого Октября.
- 1978 год (Ленинград): Осенняя выставка произведений ленинградских художников.
- 1980 год (Ленинград): Зональная выставка произведений ленинградских художников.
- 1995 года (Петербург): Лирика в произведениях художников военного поколения. Живопись. Графика.
- 1997 год (Петербург): Связь времён. 1932—1997. Художники — члены Санкт-Петербургского Союза художников России.